# Tatsuya Futakami
Tatsuya Futakami est un joueur de shōgi professionnel japonais né le 2 janvier 1932 à Hakodate dans la préfecture de Hiroshima et mort le 1er novembre 2016.
Il a remporté les titre de Kisei et de Osho.

## Biographie et carrière
Tatsuya Futakami est né en 1932.
Il a remporté :
- le titre d'Osho en 1962 contre le Meijin Yasuharu Oyama ;
- quatre matchs pour le titre de Kisei : en 1966 (1er semestre), au 2e semestre 1980 et aux deux semestres en 1981.

Il a été classé 9e dan à partir de 1957.
Futakami arrête sa carrière de joueur professionnel de shogi en 1990. Il est président de la Fédération japonaise de shogi de 1989 à 2002.
Futakami meurt d'une pneumonie en 2016.